# アマラ・ディウフ
アマラ・ディウフ（Amara Diouf, 2008年6月7日 - ）は、セネガルのダカール州ピキン出身のプロサッカー選手。セネガル・リーグ1のジェネレーション・フット所属。ポジションはフォワード。セネガル代表。

## 経歴

### ユース
セネガルで生まれ育つ。ダノンネーションズカップで活躍し、2017年にジェネレーション・フットのユースアカデミーに加入した。
2023年にムハンマド6世がモロッコで主催したU-19トーナメントに出場し、決勝でレアル・マドリードに勝利して優勝した。同年9月、成人後にリーグ・アンのFCメスへ移籍する予定であることが発表された。

## 代表歴

### ユース
2022年、14歳にしてアフリカ U-17ネイションズカップにセネガル代表として出場。アルジェリア戦で2得点、ソマリア戦で1得点を記録する活躍で決勝トーナメント進出に貢献し、グループステージ最優秀選手賞を受賞した。決勝トーナメントでは南アフリカとの準々決勝で2得点を記録して勝利に貢献し、セネガル代表の2023 FIFA U-17ワールドカップへの出場権を獲得した。ブルキナファソとの準決勝では1-0でリードした終盤にPKを失敗したが、その後のPK戦では勝利を決めるPKを成功させた。決勝でもモロッコに勝利し、初優勝を成し遂げた。大会全体で5得点を記録してヴィクター・オシムヘンの持つ個人最多得点記録を塗り替え、ゴールデンブーツに輝いた。

### シニア
2023年8月、アフリカネイションズカップの予選でA代表に初招集された。9月9日のルワンダとの親善試合に出場し、セネガル史上最年少となる15歳94日での代表デビューを果たした。

## 個人成績

### 代表
| セネガル代表 | 国際Aマッチ | 国際Aマッチ |
| 年           | 出場        | 得点        |
| ------------ | ----------- | ----------- |
| 2023         | 1           | 0           |
| 通算         | 1           | 0           |

## タイトル

### 代表
- U-17セネガル代表
  - アフリカ U-17ネイションズカップ：2022

### 個人
- アフリカ U-17ネイションズカップ・ゴールデンブーツ：2022